# (15760) Albion
(15760) 1992 QB1 (que van voler denominar Smiley) va ser el primer objecte transneptunià a ser descobert després de Plutó i Caront. Va ser descobert en 1992 i després classificat com QB1 cubewano, un objecte en el Cinturó de Kuiper. De fet aquest asteroide va donar origen a la família QB1 (cubewans), En efecte, Q-B-1, en anglès, es pronuncia /kju:bi wʌn/.
(15760) 1992 QB1 va ser descobert per David C. Jewitt i Jane X. Luu en l'Observatori Mauna Kea, Hawaii. Els descobridors van suggerir el nom per a aquest asteroide, però com ja existia un asteroide similar i a l'àrea anomenat (1613) Smiley (nom d'un astrònom nord-americà), aquest nom no va poder ser usat. L'asteroide va rebre el número 15760, i va romandre sense nom. Així que se solia referir-se a ell simplement com "QB1" (això era ambigu, ja que existien altres cinc asteroides numerats similars —(5322) 1986 QB1, (7026) 1993 QB1, (31114) 1997 QB1, (36447) 2000 QB1, i (52468) 1995 QB1— a més d'un gran nombre d'altres asteroides sense nom).
Els següents tres cubewans van ser (15807) 1994 GV9, (16684) 1994 JQ1, (19255) 1994 VK8.